# Chen Hsiu-lin
Chen Hsiu-lin (* 12. Dezember 1973) ist eine ehemalige taiwanische Fußballspielerin.

## Karriere
Chen spielte im November 1991 für Ching Wen in ihrer taiwanischen Heimat. Die Abwehrspielerin stand bei der Weltmeisterschaft 1991 im Kader der Nationalmannschaft, die das Viertelfinale erreichte, kam jedoch in den Spielen gegen Italien (0:5), Deutschland (0:3), Nigeria (2:0) und die Vereinigten Staaten (0:7) nicht zum Einsatz.